# راشيل أميس
راشيل أميس (بالإنجليزية: Rachel Ames)‏ ولدت بتاريخ 2 نوفمبر 1929 في بورتلاند (أوريغون) ، ممثلة أمريكية الجنسية .

## روابط خارجية
- راشيل أميس على موقع IMDb (الإنجليزية)
- راشيل أميس على موقع أول موفي (الإنجليزية)
- راشيل أميس على موقع قاعدة بيانات الفيلم (الإنجليزية)